# Rangel de Sampaio
João Zeferino Rangel de S. Paio (Rio de Janeiro,  30 de abril de 1838 - Rio de Janeiro, 6 de fevereiro de 1900) foi um poeta, romancista, crítico de arte, jornalista, professor, dramaturgo e funcionário público brasileiro.

## Vida
Rangel de Sampaio nasceu em 30 de abril de 1838, no Rio de Janeiro. Sua mãe era muito doente e seu pai morreu quando Rangel tinha três anos de idade, passando então a morar com a avó, até a idade de 10 anos, quando esta também veio a falecer. Se formou no Mosteiro de São Bento e desejava seguir carreira na medicina, chegando a cursar até o 2º ano deste curso. No entanto aos 14 anos teve seu sonho interrompido por discordâncias com seu tio, e, sentindo-se obrigado a abandonar a carreira de médico recorreu a tipografia e a profissão de professor para bancar seus estudos e se manter. Aos 15 anos publicou sua primeira obra poética dedicada ao patriarca da independência José Bonifácio. Aos 27 anos casou-se com Umbelina Clélia da Fonseca e pouco tempo depois, mudou-se para o Espirito Santo, onde iniciaria sua carreira no funcionalismo público, no cargo de secretário da câmara municipal de Itapemirim e também como professor numa escola local. Nesta escola promoveu uma solenidade no dia da independência com poesias de cunho ultra-liberal. Amigos e conhecidos do Barão de Itapemirim compareceram ao evento e não gostaram do discurso, acusando-o de intenções revolucionárias. Após isto, sentido-se perseguido, pediu demissão e a pedido da família de sua mulher se mudou para a fazenda do rico agricultor e coronel José Pinheiro de Sousa Werneck, onde atuou como professor. Posteriormente retornou ao funcionalismo público sendo transferido para o estado de Pernambuco, onde foi muito ativo na imprensa. Ao retornar ao Rio, prestou concurso aberto na tesouraria da fazenda, onde trabalhou como ajudante de inspeção na alfândega e em 1895 passou a ocupar o cargo de chefe da 3ª seção desta repartição. Durante sua vida escreveu e publicou obras sobre variados assuntos, tais como peças de teatro, poesias, romances, críticas de arte, entre outros. Fez parte da redação de alguns jornais e revistas do Espirito Santo, Pernambuco e Rio de Janeiro. Faleceu em 6 de fevereiro de 1900, no Rio de Janeiro e foi sepultado neste mesmo dia no Cemitério de São Francisco Xavier.

## Obra
Escritor prolífico, tem mais de 40 obras publicadas, desde contos e romances a textos críticos e de divulgação científica, entre suas principais obras, se destacam as seguintes:
- O Evangelho de Syllabus, Maranhão, 1876, 217 páginas - Drama em cinco atos, prefaciado por Celso de Magalhães. A obra foi bem recebida pela crítica em Recife, mas foi alvo de polêmica em um periódico católico no Maranhão, entre o prefaciador e um cônego, por conter em seu frontispício o seguinte epigrafe de Emilio Castelar, que menciona Jesus Cristo em um texto considerado heterodoxo.[1]

| “ | O Cristo ressurgiu na razão, na liberdade, na fraternidade, no suplicio de Brown, no martírio de Lincoln, onde se quebram algemas e se cumprem e realizam a verdade e a justiça. | ” |

- O darwinismo: cartas a uma senhora, Rio de Janeiro, 1877 a 1878 - Série de cinco artigos em forma de cartas publicado no periódico científico O Vulgarizador. O nome do periódico vem da expressão "vulgarizadores da ciência", termo pelo qual a tradução do conhecimento científico em termos leigos para que o público comum fosse capaz de compreende-lo era conhecido na época. Este texto de divulgação científica, onde Rangel conversa com uma mulher nomeada como Dona Julia, guarda semelhanças com o Diálogo sobre os dois maiores sistemas do mundo, de Galileu Galilei, considerado um dos primeiros tratados de divulgação científica, por ter sido escrito em italiano ao invés de em latim, como se costumava fazer nesta época com as obras de filosofia e teologia. No tratado de Galileu há três personagens: Simplício, que defende as ideias aristotélicas; Salviati, defensor do modelo copernicano, ou seja, o alter ego de Galileu; e Sagredo, que fazia o papel de intermediador do debate. No texto de Rangel, Dona Julia assume o papel de Simplício, com crenças e valores baseados em uma visão de mundo ultrapassada, e Rangel assume o papel de Salviati, que na medida em que esclarece as dúvidas de Dona Julia, a aproxima de uma nova concepção de mundo, neste caso, o darwinismo.[6]
- O quadro da Batalha dos Guararapes, seu autor e seus críticos, com o retrato de Victor Meirelles, Rio de Janeiro, 1880, 373 páginas - Crítica de arte sobre o quadro Batalha dos Guararapes pintado por Victor Meirelles. É dividido em duas partes, onde na primeira analisa os críticos e suas críticas e na segunda comenta o estilo artístico do pintor, técnica e personagens.[1] Amigo de Victor Meirelles, Rangel saiu em defesa do artista, construindo uma narrativa tomada pela emoção, rebatendo todas as críticas e conferindo grandiosidade e importância a obra.[7][8]